# کاپراونا
کاپراونا (به ایتالیایی: Caprauna) یک کومونه در ایتالیا است که در استان کونیو واقع شده‌است.

## خصوصیات
کاپراونا ۱۱٫۱ کیلومترمربع مساحت و ۱۲۸ نفر جمعیت دارد و ۱٬۰۰۰ متر بالاتر از سطح دریا واقع شده‌است.